# De Nollen (Alkmaar)
De Nollen is een buurtschap in de gemeente Alkmaar, gelegen op een oude strandwal (zandrug) tussen Oudorp en Sint Pancras in de Nederlandse provincie Noord-Holland. De Nollen wordt vaak ook zonder 'De' geschreven, als 'Nollen'.
Een nol is (onder meer) een heuveltje; in dit geval een zandduintje op de strandwal. Hieraan dankt de buurtschap haar naam. De nollen zijn later afgegraven, zoals bijna overal op de oude strandwallen in Holland.
De buurtschap de Nollen behoorde voorheen bij het dorp Sint Pancras, maar lag in de gemeente Oudorp, totdat die gemeente met de gemeentelijke herindeling van 1 oktober 1972 werd toegevoegd aan de gemeente Alkmaar.
Stad: Alkmaar     

Dorpen: Driehuizen · Graft · Grootschermer · Koedijk (deels) · Markenbinnen · Noordeinde · Oost-Graftdijk · Oterleek · Oudorp · De Rijp · Schermerhorn · Starnmeer · Stompetoren · Ursem (deels) · West-Graftdijk · Zuidschermer 

Buurtschappen: Bergermeer · Kogerpolder (deels) · Omval · Nieuwpoort · De Nollen · De Weijdt 

Noord-Holland: Steden en dorpen      Nederland: Provincies · Gemeenten